# ミヤテレスタジアム
『ミヤテレスタジアム』（英: Miyatele Stadium）は、2010年4月4日からミヤギテレビで毎週日曜夕方に放送されているローカルスポーツバラエティ番組。キャッチフレーズは「宮城のスポーツてんこもり」。

## 概要
宮城県に本拠を置くプロスポーツチームである「東北楽天ゴールデンイーグルス」・「ベガルタ仙台」・「仙台89ERS」の試合結果およびチーム情報を中心に、県内で活動しているプロおよびアマチュアのチーム・選手・イベントなどの情報を扱う。
番組のスタジオはミヤギテレビのUスタジオを使用している。同じスタジオを使用している『OH!バンデス』のセットの端に当番組のセットがある。
番組の制作担当を三雲茂晴（ミヤギテレビ報道制作局次長・情報センター長）、ナレーターを加藤智也（ミヤギテレビアナウンサー）が担当している。
また、当番組の前に楽天モバイルパーク宮城の楽天戦中継があり、放送時間内に終了しない場合には当番組の内容を変更して、そのまま中継を継続する。

## 主なコーナー
- ときめきクラブ

## 過去のコーナー
- 月イチ部活
- 外賀三昧
- 悠奈の５秒劇場

## 出演者
MC
- 青木秀尚（ミヤギテレビアナウンサー、2023年7月2日 - ）

番組アシスタント
- 吉見真叶（ミヤギテレビアナウンサー、2025年1月12日 - ）

準レギュラー
- 平瀬智行（ベガルタ仙台アンバサダー）
- 北澤豪（サッカー解説者）
- 髙橋礼華（元バドミントン選手） - 2021年11月14日をもって産休中

## 過去の出演者
MC
- 外賀幸一（ミヤギテレビアナウンサー、2010年4月4日 - 2022年3月27日）番組スタート時から担当
- 松原稜典（当時ミヤギテレビアナウンサー、2022年4月3日 - 2023年6月25日)

番組アシスタント
- 深井ゆきえ（当時ミヤギテレビアナウンサー、2010年4月4日 - 9月26日）
- 中野美咲（2010年10月3日 - 2012年3月25日）
- 柚木亜里紗（2012年4月1日 - 2014年3月23日）
- 渡邉冴子（2014年4月6日 - 2019年9月29日）
- 青木悠奈（2019年10月6日 - 2022年3月27日）
- 福盛田悠（ミヤギテレビアナウンサー、2022年4月3日 - 2024年12月22日）

準レギュラー

## テーマ曲
日加親善大使かつベガルタ仙台親善大使である在仙ロックバンド「MONKEY MAJIK」の楽曲を使用。
- オープニングBGM「空はまるで」
- エンディングBGM「Together」

その他、番組内で特集した選手から曲のリクエストを受けて、番組内のBGMとして音楽を流すことがある。

## 放送時間
- 日曜 16:55 - 17:25（30分、正式な放送開始時刻は16:56） ※生放送・ハイビジョン放送 / 5.1chサラウンド